# Mariano Riva Palacio
Mariano Riva Palacio Díaz (Ciudad de México, 4 de noviembre de 1803 - ibídem, 20 de febrero de 1880) fue un abogado y político mexicano. Fue gobernador del Estado de México en tres ocasiones y candidato presidencial en 1850 y 1861.

## Regidor y alcalde de la Ciudad de México
Fue hijo de Esteban de la Riva Palacio y de María Dolores Díaz. Se casó con Dolores Guerrero en 1831, hija única del insurgente y presidente Vicente Guerrero, con quien procreó 6 hijos, entre ellos al político y escritor Vicente Riva Palacio.
Realizó sus estudios en el Seminario Conciliar de México obteniendo el título de abogado. Fue regidor del Ayuntamiento de la Ciudad de México durante 1829, y al año siguiente fue nombrado alcalde de la ciudad.

## Diputado federal y ministro de Hacienda
Fue diputado del Congreso, por primera vez de 1833 a 1834, época durante las cual se redactaron las reformas conocidas como las Siete Leyes. En once ocasiones fue elegido para el mismo puesto o como senador, cumpliendo su último periodo en 1868.
Fue ministro de Hacienda de 1845 a 1848, durante el periodo presidencial de José Joaquín de Herrera.

## Gobernador y ministro de Justicia
Fue nombrado gobernador del Estado de México de 1849 a 1851, durante su primer mandato, destacó su labor en favor de la educación y de la obra pública. Mandó construir la penitenciaria, el monumento a Miguel Hidalgo en Toluca y la plaza de armas.
En 1851, al terminar su periodo como gobernador, fue nombrado ministro de Justicia. De 1853 a 1855, durante el segundo periodo de gobierno de Antonio López de Santa Anna, fue encarcelado y exiliado del país. Tras la caída de Santa Anna, regresó a México y se le ofreció participar en el gobierno provisional de Martín Carrera, pero rechazó la propuesta. En 1856, participó en la Junta del Desagüe del Valle de México.
En 1857, fue nombrado por segunda ocasión, gobernador del Estado de México. Durante este periodo, su gobierno realizó el drenado de la Laguna de Lerma, la construcción de caminos, especialmente el de México a Toluca.

## Segundo Imperio mexicano
En las elecciones presidenciales de 1861, participó como candidato, pero perdió ante el presidente Juárez. Luego en 1863, fue invitado por los conservadores para participar en la Junta de Notables, pero rechazó la invitación. En 1864, durante el Segundo Imperio Mexicano, el emperador Maximiliano le ofreció la cartera Gobernación, la cual rechazó al manifestar nuevamente sus ideas republicanas. No obstante, en junio de 1867, aceptó el nombramiento de abogado defensor de Maximiliano, junto con el licenciado Rafael Martínez de la Torre.

## Últimos años y muerte
En 1868 cumplió su último período en el Congreso, llegando a ser presidente de la Cámara de Diputados. Por tercera ocasión fue gobernador del Estado de México, de 1869 a 1871.
En 1876, fue director del Nacional Monte de Piedad, murió el 20 de febrero de 1880 en la Ciudad de México, fue sepultado en el Panteón de San Fernando junto a su esposa Dolores.